# Бронекатер

Бронекатери типу Д під час навчань Київського військового округу 1935 р.

Бронека́тер — різновид катера, невеликого легкого військового корабля за паровим двигуном або двигуном внутрішнього згорання для недалекого плавання по річках, озерах або біля морського узбережжя. Разом з підкласом патрульних (сторожових) катерів бронекатери об'єднані у клас артилерійських катерів.

## Характеристика
Озброєння такого військового корабля, як правило, 1 — 3 кулемети, 1 — 2 гармати калібру до 76 мм, іноді міномет або вогнемет. Відповідно наявне бронювання палуби та по ватерлінії — 5 — 8 мм, а башти або гарматні щити — до 10 мм. Осадка, як правило, не більше 1 метра. Екіпаж не більше 10-12 осіб. Іноді оснащувались реактивними системами залпового вогню.

## Завдання та подальший розвиток
Коло основних завдань: розвідка, висадка на ворожий берег невеликих груп диверсантів, супровід транспортних суден, вогнева підтримка сухопутних військ, що діють поблизу берега та знищення видимих ворожих цілей (піхоти, автотранспорту, легких гармат тощо).
Після Другої світової війни  з розвитком достатньо легких, потужних та далекобійних видів озброєння, як наприклад протитанкові керовані ракети, роль бронекатерів значно зменшилася, стала очевидною їх уразливість та слабкість як засобу безпосередньої вогневої підтримки (мала швидкість, помітність, слабке бронювання).
У цьому контексті дуже характерна така оцінка стосовно бронекатерів класу «Гюрза-М», які на даний момент знаходяться у складі українських ВМС. У вересні 2017 року Український мілітарний портал, не уточнюючи джерел інформації, назвав перелік проблем, що суттєво обмежують можливості катерів класу «Гюрза-М» скласти основу для «москітного флоту» України, що були виявлені в ході експлуатації:
1. Недостатня морехідність — через малу водотоннажність «Гюрза-М» здатен виходити в море при хвилях до 4 балів.
2. Обмежені можливості для використання озброєння — «Гюрза-М» може використовувати озброєння при хвилях лише до 2 балів.
3. Відсутнє протикорабельне озброєння — «Гюрза-М» має 30-мм гармату та ПТРК «Бар'єр», що дозволяє боротись тільки з катерами подібного класу, та на незначній відстані. Крім того, протитанкові ракети ще не були встановлені на катери, і дослідні пуски на воді не проводились.

## Галерея

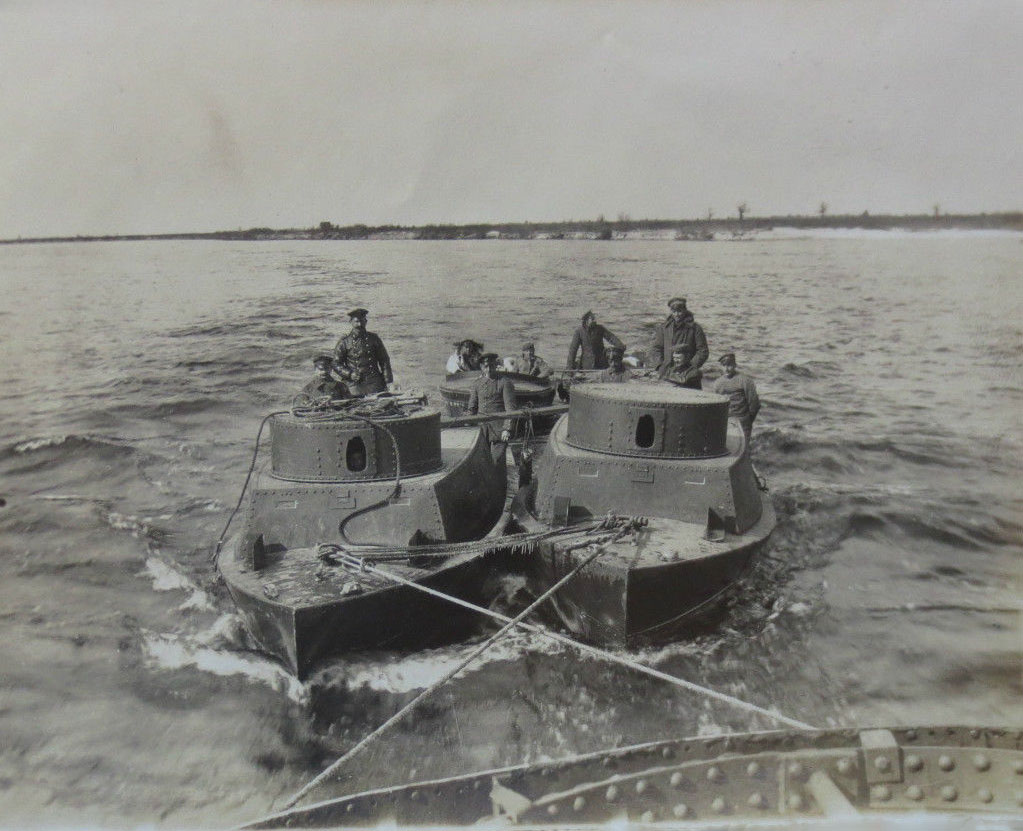
Бронекатери типу Д біля Мозиря 27 березня 1918
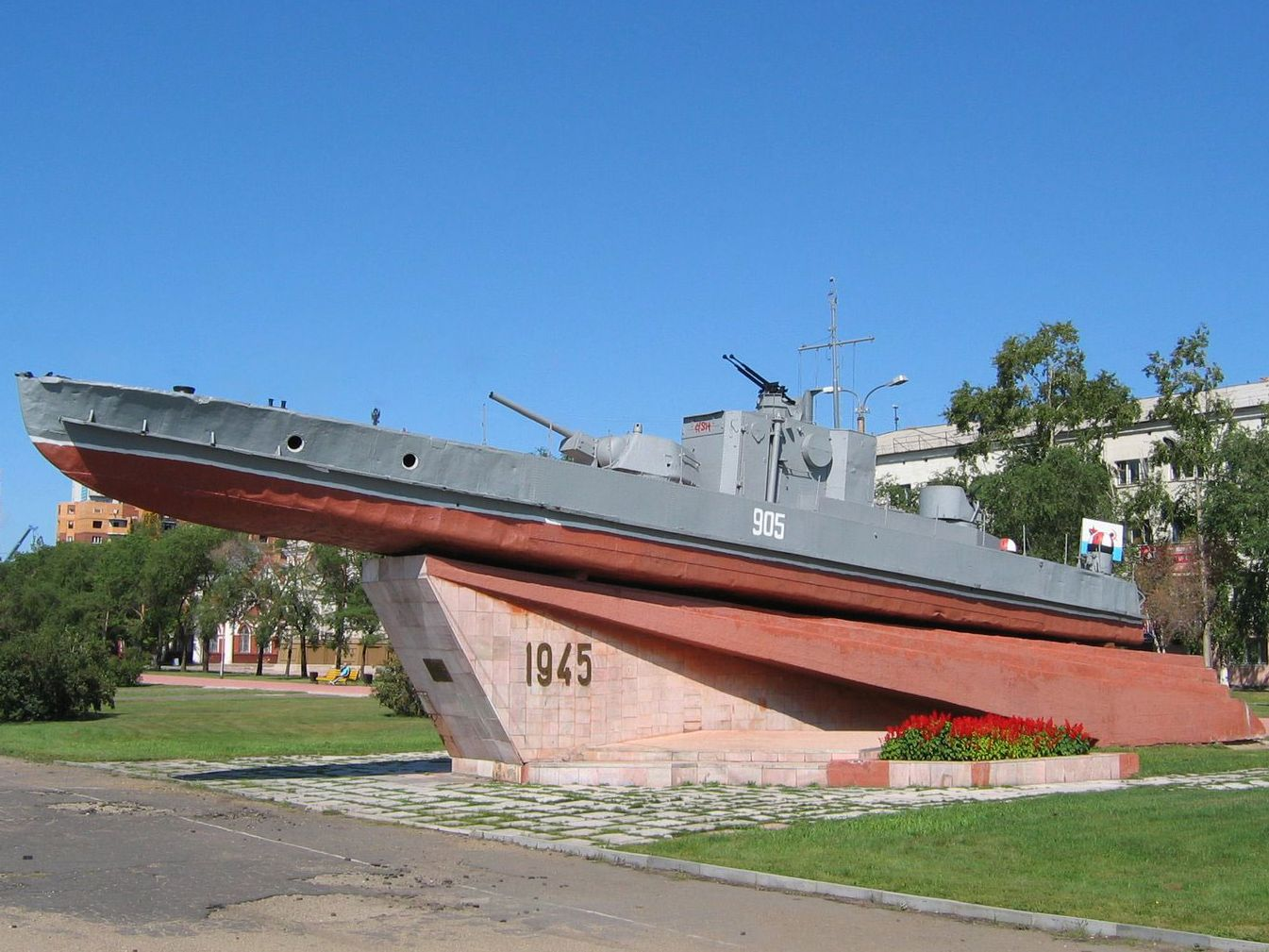
Бронекатер проєкту 1125 № 905 у Благовещенську
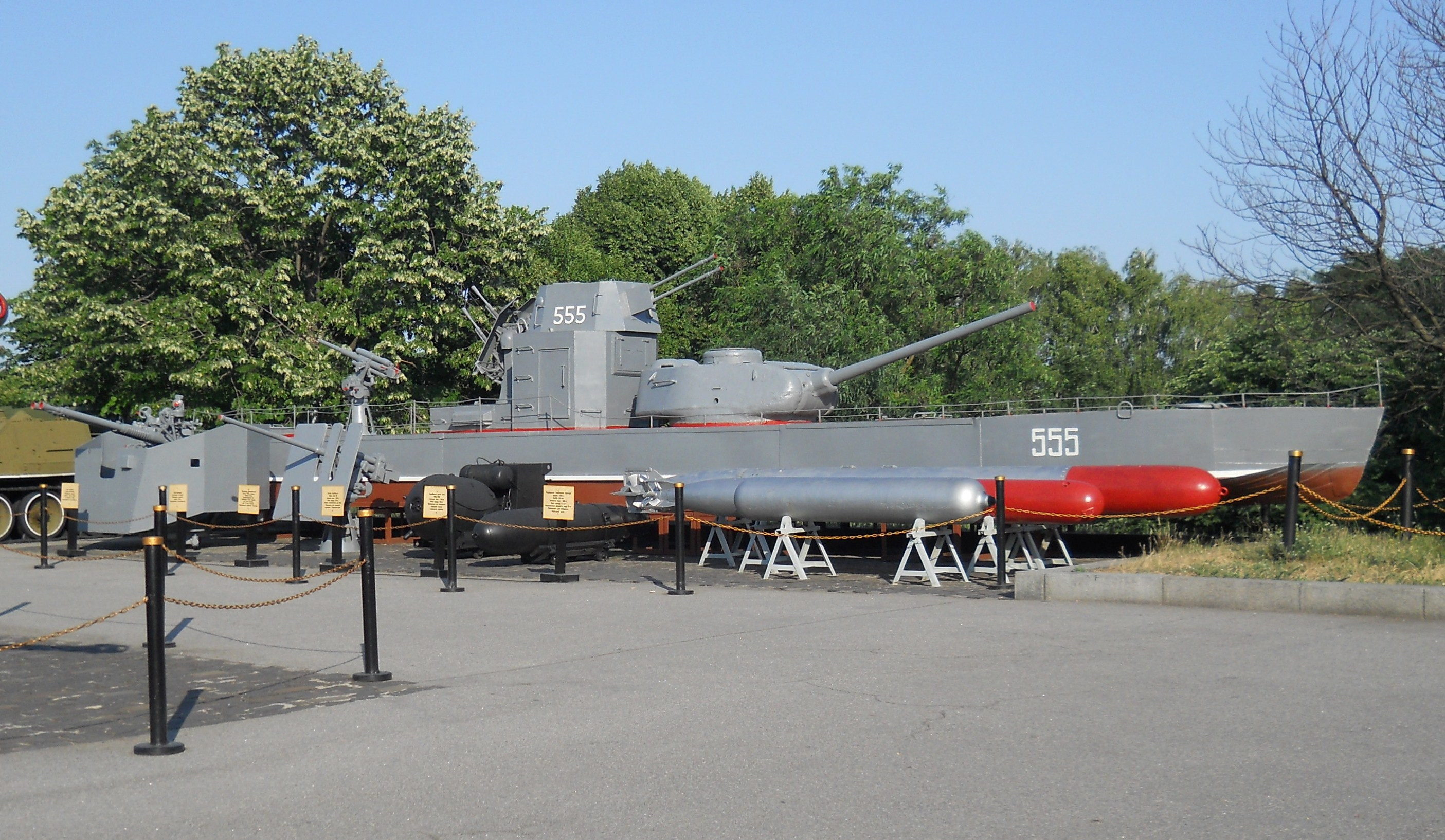
Макет бронекатера проєкту 1125 у Києві
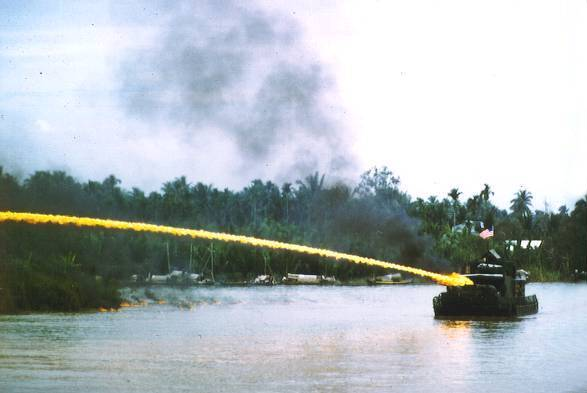
Американський катер стріляє з вогнемета під час В'єтнамської війни
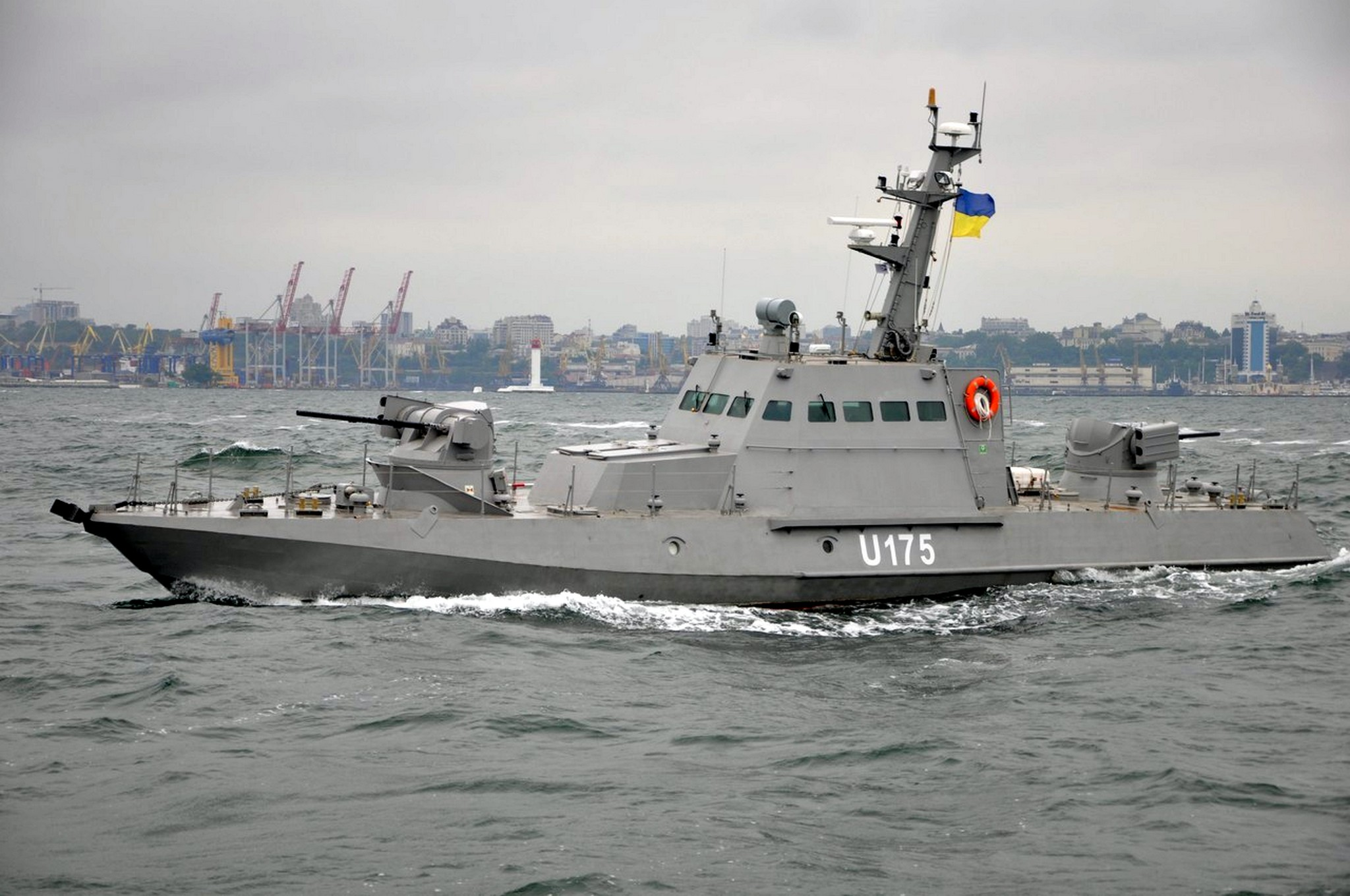
Бронекатер «Гюрза-М» на випробуваннях в Чорному морі поблизу Одеси